# Kerriodoxa elegans
A Kerriodoxa elegans az egyszikűek (Liliopsida) osztályának a pálmavirágúak (Arecales) rendjébe, ezen belül a pálmafélék (Arecaceae) családjába tartozó faj.
Nemzetségének az egyetlen faja.

## Előfordulása
A Kerriodoxa elegans Thaiföld endemikus pálmája. 1929. március 11.-én fedezték fel a Khao Phra Thaew nevű rezervátumban. Csak 1983-ban kapta meg a saját nemzetségszintű taxonnevét.

## Megjelenése
Habár a törzse nem magas, belőle hosszú levélnyelek nőnek ki, melyeknek végén széles, elágazó és legyezőszerű levelek vannak. A termése, mely laza fürtökben nő fehér színű.

## Képek

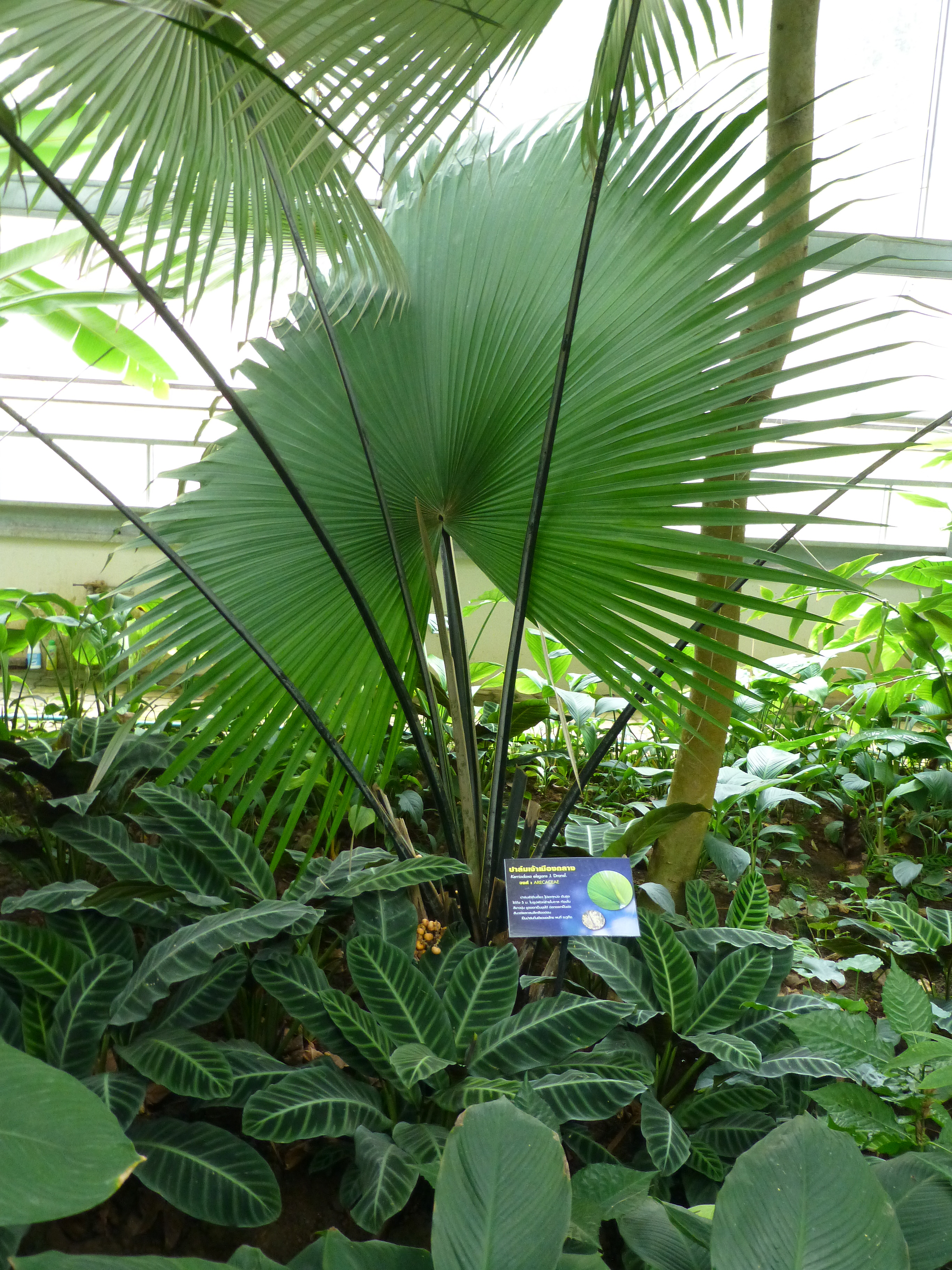
A növény
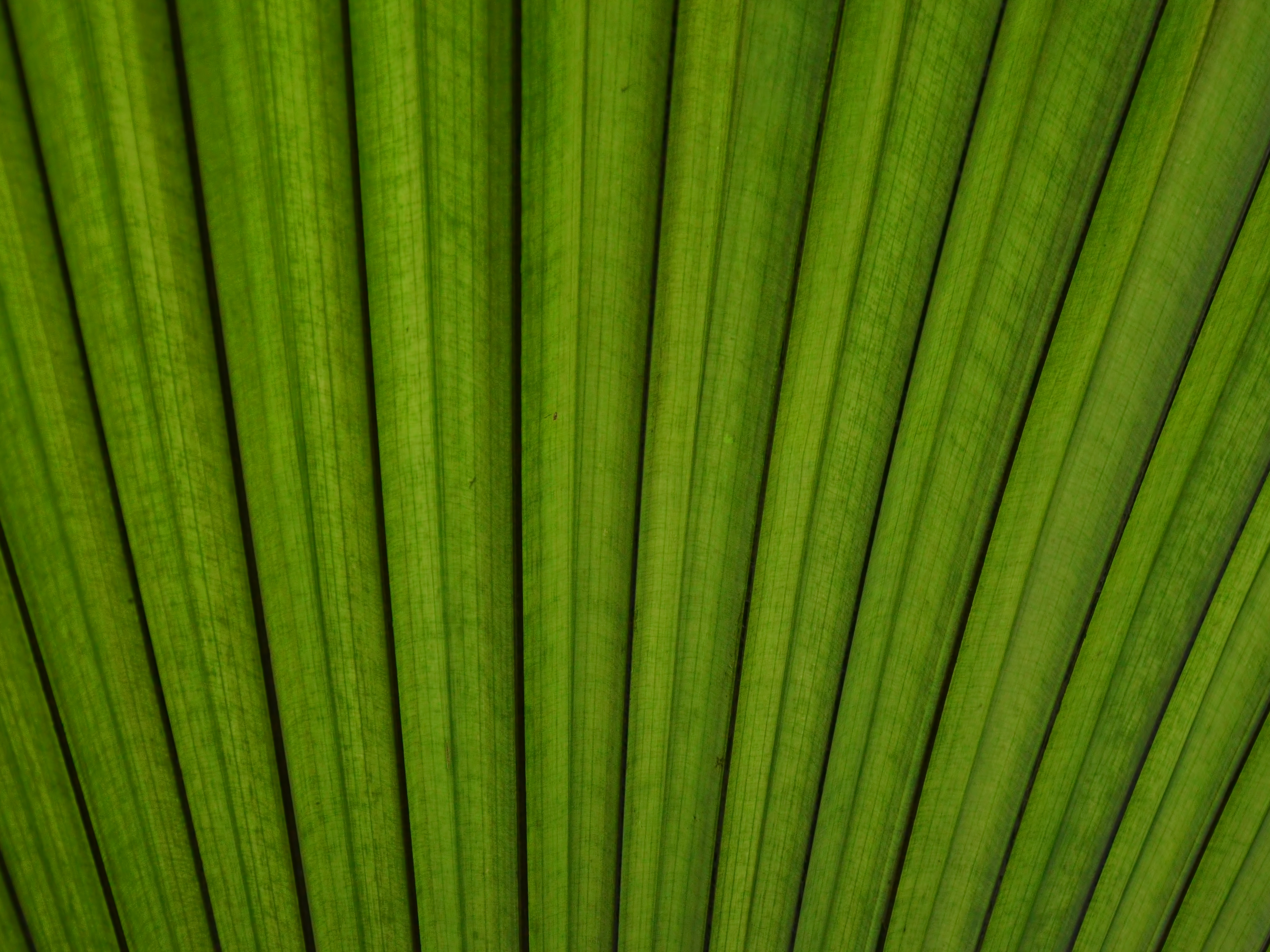
Levele közelről
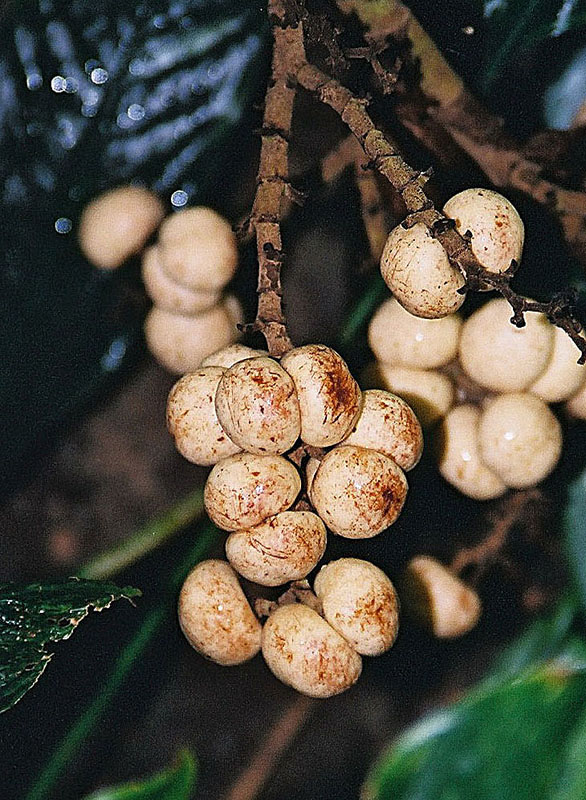
A termései
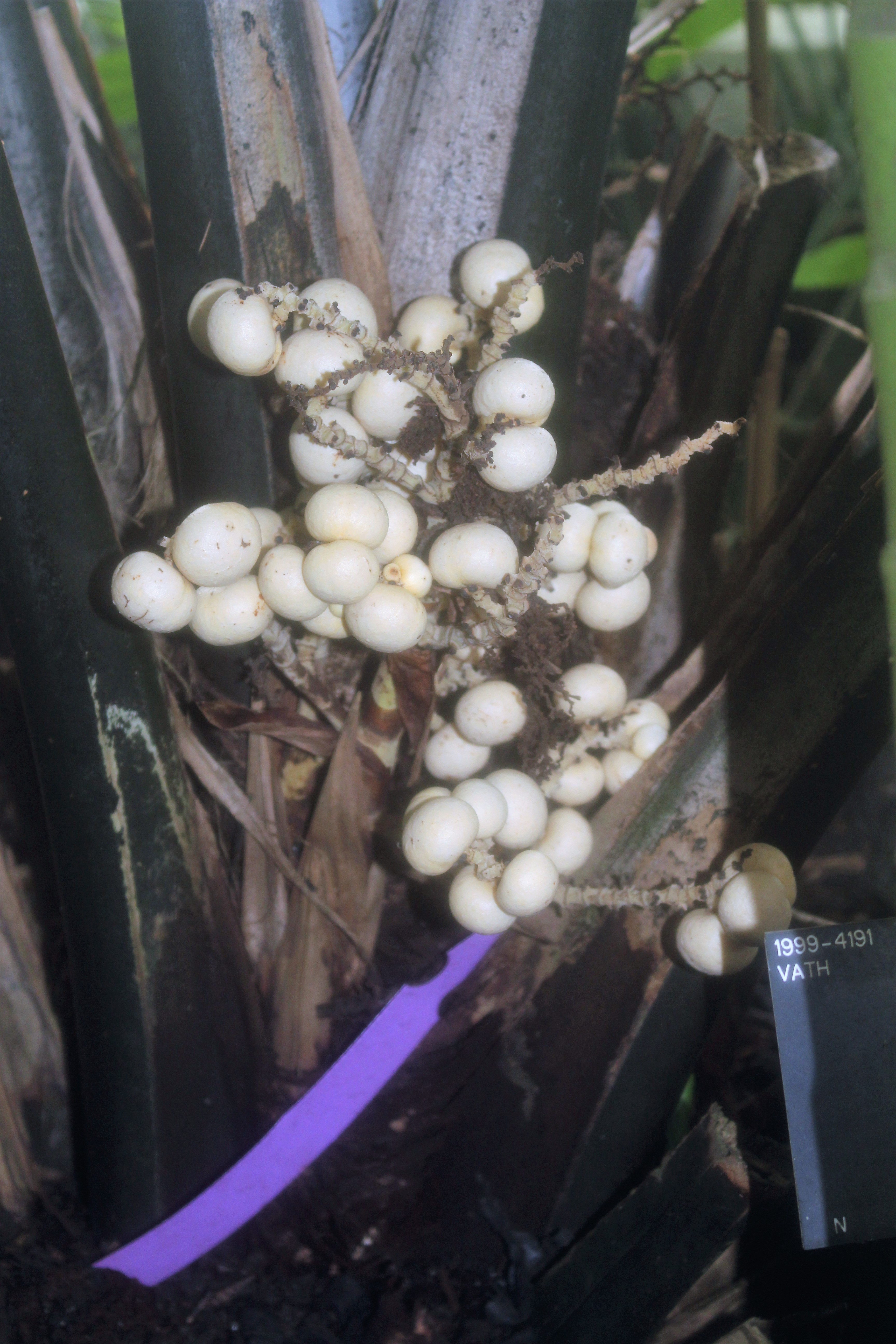

### Fordítás
- Ez a szócikk részben vagy egészben  a   Kerriodoxa című angol Wikipédia-szócikk ezen változatának fordításán alapul.  Az eredeti cikk szerkesztőit annak laptörténete sorolja fel. Ez a jelzés csupán a megfogalmazás eredetét és a szerzői jogokat jelzi, nem szolgál a cikkben szereplő információk forrásmegjelöléseként.